# Jungiella parva
Jungiella parva är en tvåvingeart som först beskrevs av Sara 1956.  Jungiella parva ingår i släktet Jungiella och familjen fjärilsmyggor. Inga underarter finns listade i Catalogue of Life.